# Circobotys aurealis
Circobotys aurealis là một loài bướm đêm trong họ Crambidae.